# Ситаглиптин
Ситаглиптин — пероральный гипогликемический препарат. Ситаглиптин применяется также в комбинации с другими сахароснижающими лекарственными средствами (например, метформин или тиазолидиндионы) для лечения сахарного диабета 2 типа. Принимается перорально. Он доступен в форме одной таблетки в комбинации метформин/ситаглиптин.
Общие побочные эффекты включают головную боль, отёк ног, инфекции верхних дыхательных путей и расстройства желудочно-кишечного тракта. Серьёзные побочные эффекты могут включать: ангионевротический отек, низкий уровень сахара в крови, проблемы с почками, панкреатит и боль в суставах. На сегодняшний день, неизвестно, безопасно ли использование во время беременности или грудного вскармливания. Он относится к классу ингибиторов дипептидилпептидазы-4 (DPP-4) и работает за счёт увеличения выработки инсулина и уменьшения выработки глюкагона поджелудочной железой.
Ситаглиптин был разработан и продаётся фирмой Merck & Co. и одобрен для медицинского применения в США в 2006 году.

## Использование в медицине
Поскольку ситаглиптин является ингибитором Дипептидилпептидазы 4 (DPP-4; также известной как CD26) — трансмембранного рецептора, экспрессируемого на Т-клетках и выполняющего ко-стимулирующую функцию при активации Т-клеток, было предложено использовать ситаглиптин для предотвращения острой РТПХ (реакции трансплантат против хозяина) после трансплантации аллогенных стволовых клеток.

## Побочные действия
Неблагоприятные эффекты от ситаглиптина аналогичны плацебо, за исключением редкой тошноты, симптомов простуды и светочувствительности. Это не увеличивает риск диареи. Не существует существенной разницы в возникновении гипогликемии между плацебо и ситаглиптином. У тех, кто принимает сульфонилмочевину, повышается риск гипогликемии.
Существование редких сообщений о случаях почечной недостаточности и реакций гиперчувствительности отмечено в США, но причинная роль ситаглиптина не установлена.
Несколько постмаркетинговых отчетов о панкреатите (некоторые со смертельным исходом) были сделаны у людей, которых лечили ситаглиптином и другими ингибиторами DPP-4, и вкладыш в американскую упаковку содержит предупреждение об этом эффекте, хотя причинная связь между ситаглиптином и панкреатитом еще не полностью обоснована. Одно исследование с лабораторными крысами, опубликованное в 2009 году, пришло к выводу, что некоторые из возможных рисков панкреатита или рака поджелудочной железы могут быть уменьшены при использовании с метформином. Тем не менее, хотя ингибиторы DPP-4 показали увеличение таких факторов риска, с 2009 года не было зарегистрировано увеличения рака поджелудочной железы у лиц, принимающих ингибиторы DPP-4.

Обновленная (август 2015 г.) информация о назначении предупреждает о том, что многочисленные постмаркетинговые отчеты о серьезных реакциях гиперчувствительности у пациентов, получающих ситаглиптин, были сделаны. Merck отмечает:
Дополнительные побочные реакции были выявлены во время после проверенного использования JANUVIA в качестве монотерапии и / или в сочетании с другими антигипергликемическими средствами. Поскольку об этих реакциях сообщают добровольно от населения неопределенного размера, обычно невозможно достоверно оценить их частоту или установить причинно-следственную связь с воздействием наркотиков.

Реакции гиперчувствительности, включая анафилаксию, ангионевротический отек, сыпь, крапивницу, кожный васкулит и эксфолиативные кожные заболевания, включая синдром Стивенса-Джонсона; повышение уровня печеночных ферментов; острый панкреатит, включая фатальный и нефатальный геморрагический и некротический панкреатит; ухудшение почечной функции, в том числе острая почечная недостаточность (иногда требующая диализа); тяжелая и инвалидизирующая артралгия; запор; рвота; головная боль; миалгия; боль в конечностях; боль в спине; зуд; пемфигоид.
В 2015 году FDA добавило новое предупреждение и предосторожность о риске «сильной и инвалидизирующей» боли в суставах на ярлыки всех лекарств-ингибиторов DPP-4. В дополнение к ситаглиптину, другие ингибиторы DPP-4, такие как саксаглиптин, линаглиптин и алоглиптин, также должны иметь новый знак предупреждения и предостережения FDA.
Постмаркетинговые исследования выявили 88 случаев возникновения острого (включая геморрагический и некротизирующий) панкреатита при приёме ситаглиптина.

## Фармакологическое действие
Ситаглиптин работает над конкурентным ингибированием фермента дипептидилпептидазы 4 (DPP-4). Этот фермент расщепляет инкретины GLP-1 и GIP, желудочно-кишечные гормоны, высвобождаемые в ответ на прием пищи. Предотвращая расщепление GLP-1 и GIP, они способны увеличивать секрецию инсулина и подавлять высвобождение глюкагона альфа-клетками поджелудочной железы. Это приводит к повышению уровня глюкозы в крови. Когда уровень глюкозы в крови приближается к нормальному, количество высвобождаемого инсулина и подавленного глюкагона уменьшается, что приводит к предотвращению «перерегулирования» и последующего низкого уровня сахара в крови (гипогликемии), что наблюдается у некоторых других пероральных гипогликемических агентов.
Показано, что ситаглиптин снижает уровень HbA1c примерно на 0,7% по сравнению с плацебо. Это немного менее эффективно, чем метформин, когда используется в качестве монотерапии. Это не вызывает увеличение веса и имеет меньшую гипогликемию по сравнению с сульфонилмочевинами. Ситаглиптин рекомендуется в качестве препарата второго ряда (в сочетании с другими лекарственными средствами) после неудачного сочетания диеты / упражнений и метформина.
Ситаглиптин — высоко селективный ингибитор дипептидилпептидазы 4 (ДПП-4). Препарат отличается по химической структуре и фармакологическому действию от аналогов глюкагоноподобного пептида-1 (ГПП-1), инсулина, производных сульфонилмочевины, бигуанидов, агонистов γ-рецепторов, активируемых пролифератором пероксисом (PPAR-γ), ингибиторов альфа-гликозидазы, аналогов амилина. Ингибируя ДПП-4, ситаглиптин повышает концентрацию 2 известных гормонов семейства инкретинов: ГПП-1 и глюкозо-зависимого инсулинотропного пептида (ГИП). Гормоны семейства инкретинов секретируются в кишечнике в течение суток, их уровень повышается в ответ на прием пищи. Инкретины являются частью внутренней физиологической системы регуляции гомеостаза глюкозы. При нормальном или повышенном уровне глюкозы крови гормоны семейства инкретинов способствуют увеличению синтеза инсулина, а также его секреции β-клетками поджелудочной железы за счет сигнальных внутриклеточных механизмов, ассоциированных с циклическим АМФ.
ГПП-1 также способствует подавлению повышенной секреции глюкагона α-клетками поджелудочной железы. Снижение концентрации глюкагона на фоне повышения уровня инсулина способствует уменьшению продукции глюкозы печенью, что в итоге приводит к уменьшению гликемии.
При низкой концентрации глюкозы крови перечисленные эффекты инкретинов на выброс инсулина и уменьшение секреции глюкагона не наблюдаются. ГПП-1 и ГИП не влияют на выброс глюкагона в ответ на гипогликемию. В физиологических условиях активность инкретинов ограничивается ферментом ДПП-4, который быстро гидролизует инкретины с образованием неактивных продуктов.
Ситаглиптин предотвращает гидролиз инкретинов ферментом ДПП-4, тем самым увеличивая плазменные концентрации активных форм ГПП-1 и ГИП. Повышая уровень инкретинов, ситаглиптин увеличивает глюкозозависимый выброс инсулина и способствует уменьшению секреции глюкагона. У пациентов с сахарным диабетом типа 2 с гипергликемией эти изменения секреции инсулина и глюкагона приводят к снижению уровня гликированного гемоглобина НbА1С и уменьшению плазменной концентрации глюкозы, определяемой натощак и после нагрузочной пробы.
У пациентов с сахарным диабетом типа 2 приём одной дозы ситаглиптина приводит к ингибированию активности фермента ДПП-4 в течение 24 ч, что приводит к увеличению уровня циркулирующих инкретинов ГПП-1 и ГИП в 2-3 раза, нарастанию плазменной концентрации инсулина и С-пептида, снижению концентрации глюкагона в плазме крови, уменьшению гликемии натощак, а также уменьшению гликемии после нагрузки глюкозой или пищевой нагрузки.

## Дозировка
Внутрь, независимо от приема пищи, по 100 мг 1 раз в сутки как в монотерапии, так и в комбинации с метформином или тиазолидиндионом. Если прием препарата пропущен, необходимо принять препарат незамедлительно, как только пациент вспомнит. Недопустим прием двойной дозы.
При КК — 30–50 мл/мин, креатинине плазмы 1,7–3 мг/дл (у мужчин), 1,5–2,5 мг/дл (у женщин) дозу препарата снижают до 50 мг 1 раз в сутки.
При КК менее 30 мл/мин, креатинине плазмы более 3 мг/дл (у мужчин) и более 2,5 мг/дл (у женщин), а также для пациентов в терминальной стадии ХПН, нуждающихся в гемодиализе, доза составляет 25 мг 1 раз в сутки (независимо от времени проведения гемодиализа).

## Производство препарата
Ситаглиптин производится под торговой маркой Янувия фармацевтической компанией Мерк и Ко.